# Snake Bite Love
Snake Bite Love je čtrnácté studiové album anglické heavymetalové skupiny Motörhead. Album vyšlo dne 10. března 1998 a jeho producentem byl Howard Benson, který s kapelou spolupracoval i v minulosti (jde o poslední album skupiny, které produkoval). Autorem obalu alba je dlouholetý spolupracovník kapely Joe Petagno.

## Seznam skladeb
| Pořadí | Název             | Délka |
| ------ | ----------------- | ----- |
| 1.     | Love for Sale     | 4:52  |
| 2.     | Dogs of War       | 3:38  |
| 3.     | Snake Bite Love   | 3:30  |
| 4.     | Assassin          | 4:48  |
| 5.     | Take the Blame    | 4:03  |
| 6.     | Dead and Gone     | 4:18  |
| 7.     | Night Side        | 3:37  |
| 8.     | Don't Lie to Me   | 3:59  |
| 9.     | Joy of Labour     | 4:52  |
| 10.    | Desperate for You | 3:27  |
| 11.    | Better Off Dead   | 3:42  |

## Obsazení
- Lemmy – zpěv, baskytara
- Phil Campbell – kytara
- Mikkey Dee – bicí